# Tôn Đại
Tôn Đại hoặc Tôn Đới  (chữ Hán: 荪岱 hoặc 逊戴,1590 - 1649), nguyên văn Mãn văn không rõ, còn được gọi là Ba Ước Đặc Cách cách (巴约特格格), trong "Mãn văn lão đương" xưng là Mông Cổ Cách cách, Ái Tân Giác La, công chúa của nhà Thanh.

## Cuộc sống
Tôn Đại sinh vào ngày 21 tháng 6 (âm lịch) năm Minh Vạn Lịch thứ 18 (1590) trong gia tộc Ái Tân Giác La. Bà là con gái thứ tư của Thư Nhĩ Cáp Tề, mẹ bà là Tứ thú Phúc tấn Qua Nhĩ Giai thị. Trát Tát Khắc Đồ, Khác Hi Bối lặc Đồ Luân, Hòa Huệ Bối lặc Tắc Tang Vũ và Nặc Mục Đại đều là anh em cùng mẹ của bà. Cha của bà là Thư Nhĩ Cáp Tề vì bất hòa với Nỗ Nhĩ Cáp Xích mà bị u cấm đến chết.
Trong những năm đầu Thiên Mệnh, bà được nuôi dưỡng trong cung.
Năm Thiên Mệnh thứ 2 (1617), tháng 2, Quận chúa  Tôn Đại hạ giá Ân Cách Đức Nhĩ, Thai cát của Ba Ước Đặc bộ thuộc Nội Khách Nhĩ Khách, vì vậy mà xưng "Ba Ước Đặc Cách cách".
Năm Thiên Mệnh thứ 9 (1624), tháng 9,  Ân Cách Đức Nhĩ suất bộ chúng quy phụ nhà Thanh.
Năm Thiên Thông thứ 9 (1635), Ngạch phò và bà chuyển đến sinh sống tại Liêu Dương, sau Ân Cách Đức Nhĩ được phong Tam đẳng Tử (三等子).
Năm Sùng Đức nguyên niên (1636), Ngạch phò Ân Cách Đức Nhĩ qua đời.
Tháng 11, Hoàng Thái Cực sách phong bảy vị Công chúa, bà được phong làm Hòa Thạc Công chúa.  
| “ | 孙岱, 爱尔如我之姊, 当循大礼, 赐尔册文, 封为和硕公主. 尔勿恃吾之姊, 越份悖道逆理. . Tôn Đại, ái nhĩ như ngã chi tỷ, đương tuần đại lễ, tứ nhĩ sách văn, phong vi Hòa Thạc Công chúa. Nhĩ vật thị ngô chi tỷ, việt phân bội đạo nghịch lý. | ” |

Năm Thuận Trị thứ 6 (1649), tháng 4, bà qua đời, thọ 60 tuổi, được truy thụy "Đoan Thuận" (端顺).

## Tương quan
Vào thời điểm thành hôn, tuổi tác của bà lớn hơn tuổi xuất giá bình thường của nữ nhân thời bấy giờ khá nhiều. Có người cho rằng đó là là vì thân phận "Phủ nữ" của bà, Nỗ Nhĩ Cáp Xích giữ bà trong cung để thiết lập mối quan hệ "Mãn - Mông liên hôn", cũng có người cho rằng bà là người con gái của Thư Nhĩ Cáp Tề đã gả cho Lý Như Bá như trong lời tấu của Cấp sự trung Lý Kỳ Trân vào năm Minh Vạn Lịch thứ 47.
Ngay cả Ân Đức Cách Nhĩ cũng không phải lần đầu kết hôn. Căn cứ vào năm Thiên Mệnh thứ 2, rằng: "Tháng 7, Mông Cổ Ân Cách Đức Nhĩ Đài cát về, nghĩ sẽ đem Nguyên phối Thê tử đưa đi cưới người khác, để chuẩn bị đón con gái Hãn vương... Ngày 16 tháng 10, Ân Cách Đức Nhĩ Đài cát đến, vẫn chưa đem Nguyên phối Thê tử đi cưới người khác". Có thể thấy được Ân Cách Đức Nhĩ không chỉ có Nguyên phối, mà còn khiến Nguyên phối cùng Tôn Đại công chúa chung sống trong hậu trạch.
Tuy rằng chỉ là Thái Tổ dưỡng nữ, nhưng Tôn Đại công chúa xuất thân cao, mẹ đẻ là quý tộc Bát Kỳ, cho nên đã có thể đường hoàng gả cho Mông Cổ đại quý tộc. Bên cạnh đó, Tôn Đại công chúa cũng thường nằm trong danh sách chư vị Hoàng nữ được ban vật phẩm tốt nhất, cuối cùng có được danh xưng Hòa Thạc công chúa.

## Hậu duệ
Công chúa có ít nhất là hai con trai và hai con gái với  Ân Cách Đức Nhĩ

### Con trai
- Tứ tử: Ngạch Nhĩ Khắc Đái Thanh (额尔克戴青). Được phong Nhị đẳng Công. Năm 1621 được Nỗ Nhĩ Cáp Xích đặt tên[2]. Từng cưới Quận chúa - trưởng nữ của Tế Nhĩ Cáp Lãng, và lần lượt hai Quận quân - trưởng nữ và ngũ nữ của Đoan Trọng Thân vương Bác Lạc, trở thành Hòa Thạc Ngạch phò.
- Ngũ tử: Tác Nhĩ Cáp (索尔哈), Ngạch phò của Cố Luân Thục Tuệ Trưởng Công chúa.

### Con gái
- Gả cho Hoành Khoa Thái (宏科泰) - trưởng tử của A Mẫn.
- Gả cho Giản Thân vương Phí Dương Vũ.